# رودیگر فوگلر
رودیگر فوگلر (انگلیسی: Rüdiger Vogler؛ زادهٔ ۱۴ مهٔ ۱۹۴۲) هنرپیشه اهل آلمان است. وی از سال ۱۹۷۱ میلادی تاکنون مشغول فعالیت بوده‌است.
از فیلم‌ها یا برنامه‌های تلویزیونی که وی در آن نقش داشته است می‌توان به زن چپ‌دست، نور سفید، آناتومی، زنی در برلین، خیلی دور، خیلی نزدیک، آلیس در شهرها، حرکت اشتباه، خورشید در شب، ترس دروازه‌بان از پنالتی، ماریانه و یولیانه، سلاطین جاده، داغ ننگ و او. اس. اس ۱۱۷ اشاره کرد.